# Funicolare Locarno–Madonna del Sasso
| Wagen der FLMS unterhalb der Bergstation Orselina |                     |                                                            |                                                   |
| Fahrplanfeld: | 2620 (früher: 1620) |                                                            |                                                   |
| Streckenlänge: | 0.811 km            |                                                            |                                                   |
| Spurweite: | 1000 mm (Meterspur) |                                                            |                                                   |
| Maximale Neigung: | 300 ‰               |                                                            |                                                   |
| Streckengeschwindigkeit: | 3,5 m/s = 12,6 km/h |                                                            |                                                   |
| |                     |                                                            |                                                   |
| \| \| \| Locarno (lago) Schifflände Langensee \| \| \| \| \| Tessiner Talbahn Giubiasco–Locarno/Centovallibahn \| \| \| \| \| Locarno (SBB/FART) \| \| \| \| 0 \| Locarno Funicolare \| 205 m ü. M. \| \| \| 0,126 \| Locarno Grand Hôtel \| Locarno Grand Hôtel \| \| \| 0,134 \| Via Cappuccini \| Via Cappuccini \| \| \| 0,296 \| Ramogna \| Ramogna \| \| \| 0,339 \| Locarno-Muralto Belvedere \| 249 m ü. M. \| \| \| \| Koordinaten: 46° 10′ 25,7″ N, 8° 47′ 45,3″ O; CH1903: 704815 / 114498 Ausweichstelle \| \| \| \| \| Tunnel (85 m) \| \| \| \| \| \| \| \| \| 0,714 \| Orselina Madonna del Sasso \| 342 m ü. M. \| \| \| \| \| \| \| \| \| \| \| \| \| 0,825 \| Orselina Funicolare Luftseilbahn Orselina-Cardada (2051 m) \| 378 m ü. M. \| \| \| 2,862 \| Cardada Sesselbahn Cardada-Cimetta (919 m) \| 1332 m ü. M. \| \| \| 3,781 \| Cimetta \| 1671 m ü. M. \| |                     |                                                            |                                                   |
| |                     | Locarno (lago) Schifflände Langensee                       |                                                   |
| Strecke von rechts · Strecke von rechts (im Tunnel) |                     | Tessiner Talbahn Giubiasco–Locarno/Centovallibahn          | Tessiner Talbahn Giubiasco–Locarno/Centovallibahn |
| Kopfbahnhof Streckenende · Kopfbahnhof Streckenende (im Tunnel) |                     | Locarno (SBB/FART)                                         | Locarno (SBB/FART)                                |
| Kopfbahnhof Streckenanfang | 0                   | Locarno Funicolare                                         | 205 m ü. M.                                       |
| ehemaliger Haltepunkt / Haltestelle | 0,126               | Locarno Grand Hôtel                                        | Locarno Grand Hôtel                               |
| Strecke mit Straßenbrücke | 0,134               | Via Cappuccini                                             | Via Cappuccini                                    |
| Brücke über Wasserlauf | 0,296               | Ramogna                                                    | Ramogna                                           |
| Haltepunkt / Haltestelle | 0,339               | Locarno-Muralto Belvedere                                  | 249 m ü. M.                                       |
| |                     | Ausweichstelle                                             |                                                   |
| Tunnel |                     | Tunnel (85 m)                                              | Tunnel (85 m)                                     |
| Brücke |                     |                                                            |                                                   |
| Haltepunkt / Haltestelle | 0,714               | Orselina Madonna del Sasso                                 | 342 m ü. M.                                       |
| Brücke |                     |                                                            |                                                   |
| |                     |                                                            |                                                   |
| Kopfbahnhof Streckenende | 0,825               | Orselina Funicolare Luftseilbahn Orselina-Cardada (2051 m) | 378 m ü. M.                                       |
| | 2,862               | Cardada Sesselbahn Cardada-Cimetta (919 m)                 | 1332 m ü. M.                                      |
| | 3,781               | Cimetta                                                    | 1671 m ü. M.                                      |

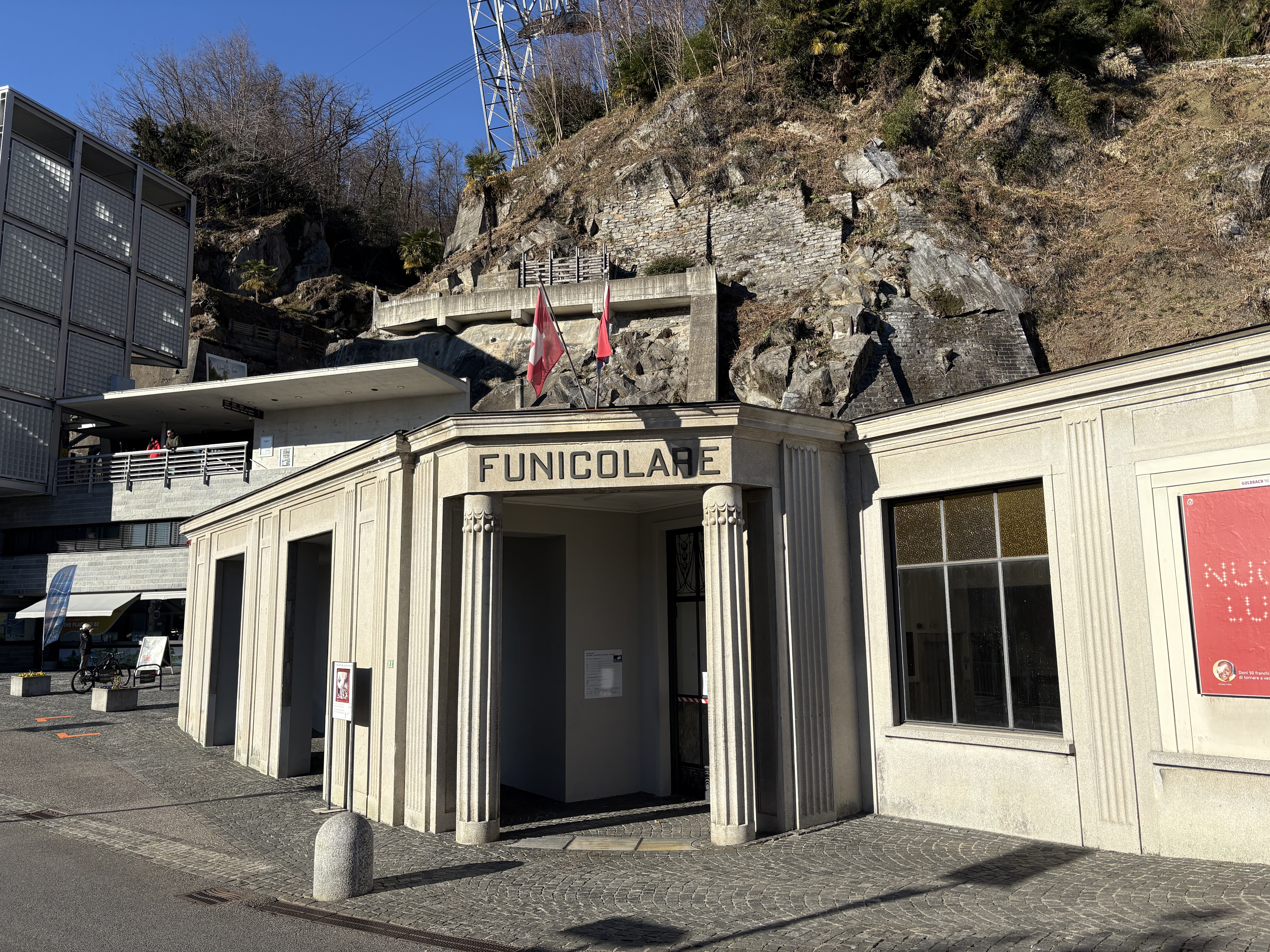
Funicolare Orselina Bergstation

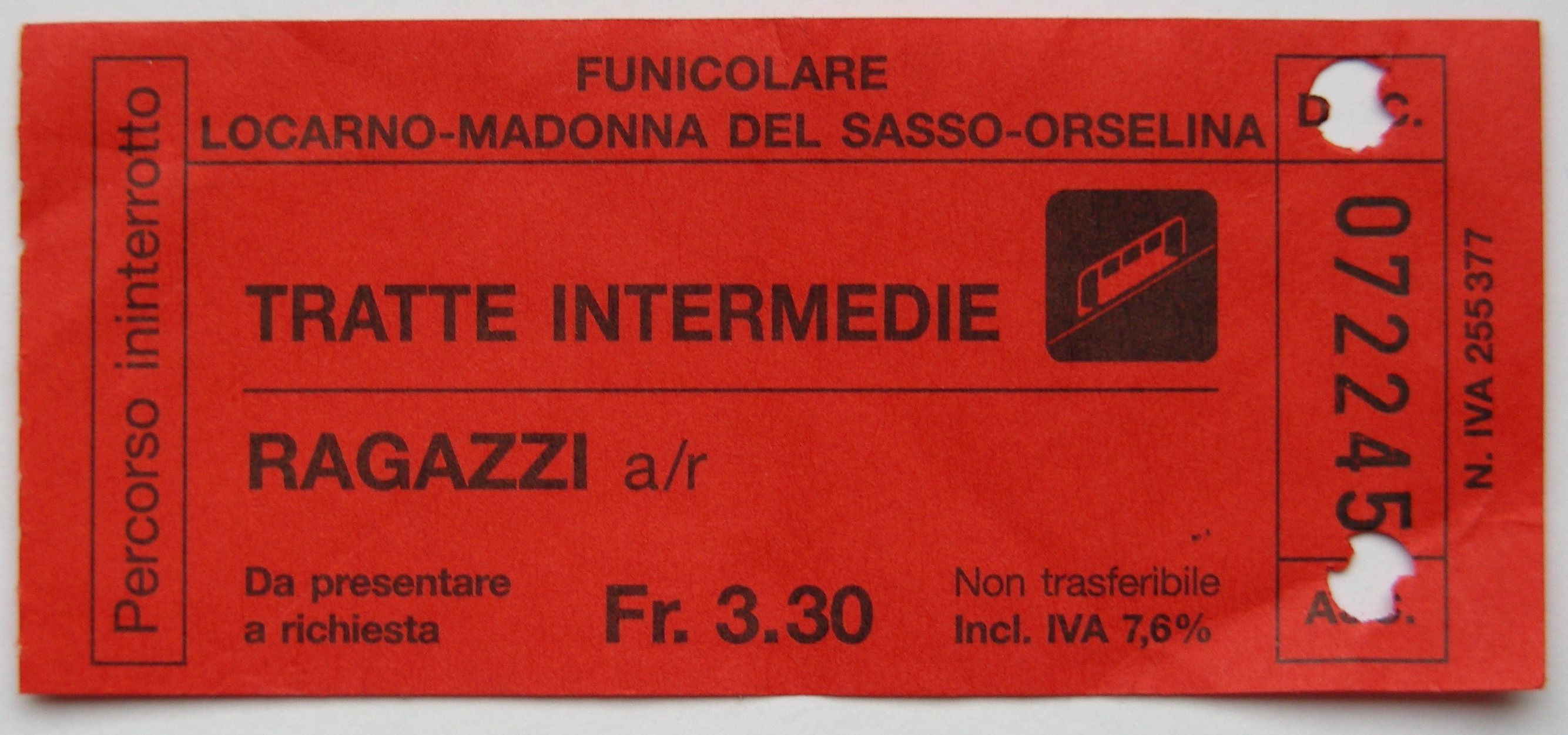
Ermässigtes Billet der FLMS

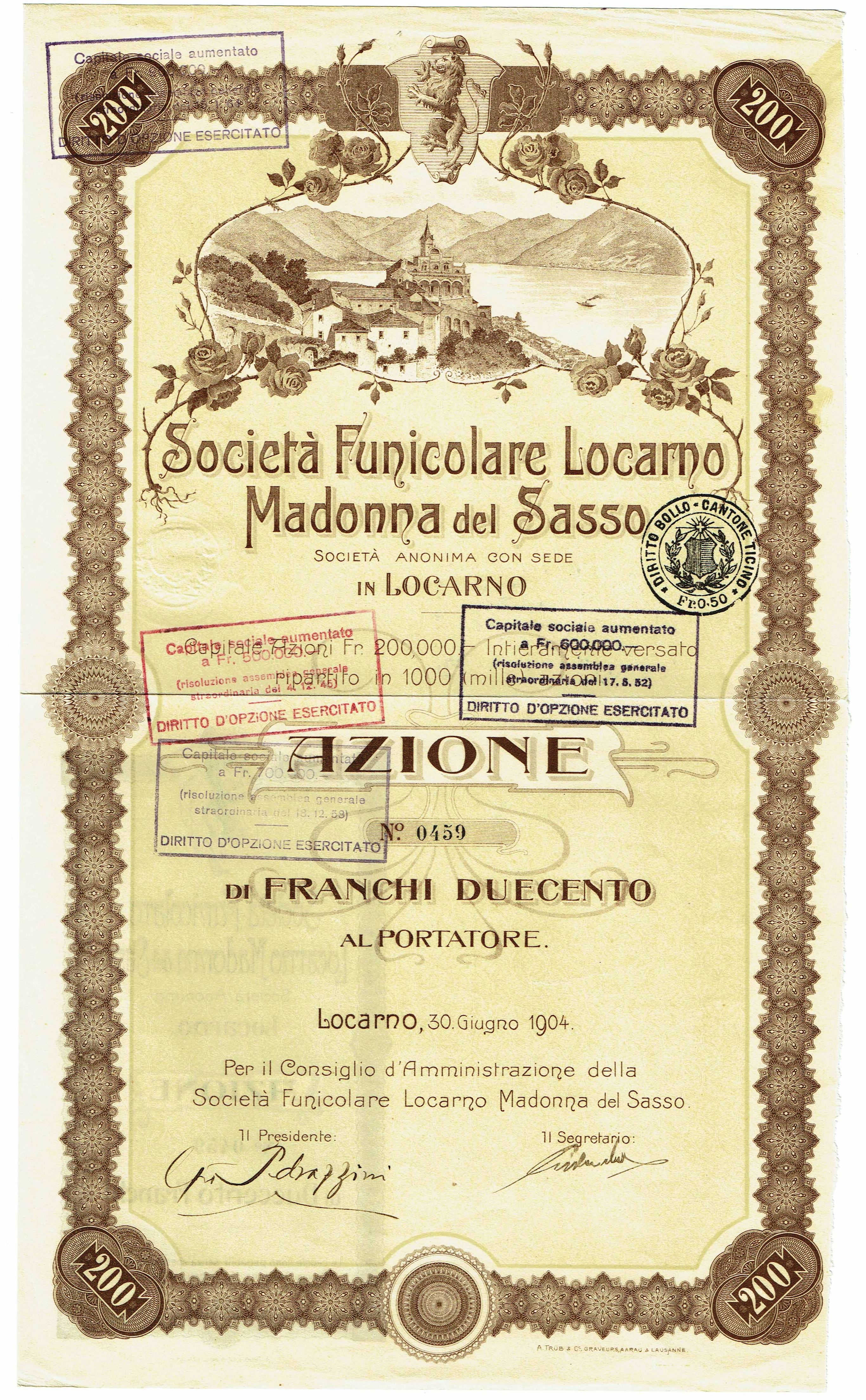
Aktie über 200 Franken der Soc. Funicolare Locarno–Madonna del Sasso vom 30. Juni 1904

Die Standseilbahn Locarno–Madonna del Sasso, kurz FLMS, italienisch Funicolare Locarno–Madonna del Sasso, verbindet die Innenstadt von Locarno mit der Wallfahrtskirche Madonna del Sasso oberhalb von Locarno in der Gemeinde Orselina.
Dort besteht Anschluss an die Luftseilbahn auf die Locarneser Hausberge Cardada und Cimetta, die durch eine andere Gesellschaft betrieben werden.

## Geschichte
Nach dem Anschluss Locarnos an die Tessinischen Talbahnen (im Eigentum der Gotthardbahn) im Jahre 1874 wurde vom Stadtpräsidenten Locarnos, Francesco Balli, die Vereinigung Pro Locarno e Dintorni mit dem Ziel der Förderung des Tourismus in der Region gegründet.
Balli erhielt die Konzessionen für verschiedene Schmalspurbahnen im Locarnese. Gebaut wurden letztlich jedoch nur die Locarno–Ponte Brolla–Bignasco-Bahn, umgangssprachlich als Maggiatalbahn bezeichnet (1907), die städtische Trambahn Locarno (1908) und die Centovallibahn bis an die italienische Grenze, mit der Fortsetzung durch die Ferrovia Vigezzina bis ins italienische Domodossola (1923), sowie die hier beschriebene Standseilbahn (1906).

## Stationen
Die drei Zwischenstationen sind Halte auf Verlangen. Zum Einsteigen muss dem Wagenführer ein Handzeichen gemacht, zum Aussteigen der Halt dem Wagenführer rechtzeitig mündlich mitgeteilt werden.

### Locarno Funicolare
Die Talstation, wenige Schritte von den Bahnhöfen der SBB und der FART entfernt, steht in einer ehemaligen Druckerei an der Via alla Ramogna, die beim Bau der Seilbahn 1905 in ein Wohn- und Geschäftshaus umgebaut worden ist. Der Zugang zur Talstation erfolgt durch den Eckrisalit. Der Wagenunterstand befindet sich in einer Halle mit Gusseisensäulen, an den sich ein kleines Dienstgebäude anschliesst. Dieses wurde 1950 nach Plänen der Architekten Peppo Brivio und René Pedrazzini erbaut. Der Einstieg erfolgt über den Perron auf Muralteser Seite, der Ausstieg auf Locarneser Seite. Die Billete werden an einem Schalter in der Eingangshalle gelöst.

### Locarno Grand-Hôtel
Diese Haltestelle auf Verlangen besteht aus einem gestuften Perron zwischen dem Bahngleis und dem Ramogna und ist von der anderen Bachseite, das heisst von Muralto her, über einen Fussgängersteg erreichbar. Auf alten Aufnahmen wies die Haltestelle einen Unterstand auf. Sie wurde am 1. Mai 2005 letztmals bedient. Das Hotel ist seit Dezember 2005 geschlossen. Die Wiedereröffnung von Hotel und Haltestelle ist für 2026 vorgesehen.

### Muralto Belvedere
Diese Haltestelle auf Verlangen weist zwei Perrons auf, einer auf jeder Seite des Gleises. So können Reisende von Muralto respektive Locarno die Bahn besteigen, ohne das Gleis unter- oder überqueren zu müssen.

### Orselina Madonna del Sasso
Zwischen dem Tunnel und der Bergstation fährt die Bahn über einen langen Viadukt, der sich an einer Geländekante auf dem gewachsenen Fels abstützt. Die Haltestelle auf Verlangen Madonna del Sasso befindet sich genau an dieser Stelle, etwas mehr als hundert Meter unter der Bergstation. Vom Kloster führt der Weg unter dem Viadukt hindurch und steigt dann über eine leicht ansteigende Rampe diesem entlang. Am Ende der Rampe befindet sich ein gusseiserner Unterstand, an dessen Ende die Treppe des Perrons dem Gleis entlang beginnt.

### Orselina Funicolare
Die Bergstation steht an der Via Santuario. Das Gebäude, inspiriert von der Wiener Sezession, wurde 1906 erbaut und 1925–30 erweitert. Es ist zwischen Berg und Strasse eingeklemmt, was den Grundriss und die engen Verhältnisse des Flachdachbaus erklärt. Die Wagenhalle wird durch ein farbiges Oberlicht mit Tageslicht beleuchtet. Unter den schmalen Diensträumen im hinteren Teil ist der Antrieb der Bahn untergebracht, gegen die Strasse ein Kiosk.

## Technik
Die mittels elektrischen Antriebs in der Bergstation angetriebene Bahn überwindet auf einer Streckenlänge von 825 m mit einer maximalen Neigung von 300 Promille und einer Geschwindigkeit von 3,5 m/s die Höhendifferenz von 173 m. Bei der Eröffnung 1906 waren die beiden Wagen noch mit einem Holzaufbau versehen, die heutigen Wagen haben einen Metallaufbau.
Zwischen den Endpunkten Locarno und Orselina liegen die drei Zwischenstationen Grand-Hôtel, Belvedere und Santuario (Madonna del Sasso). Die Station Grand-Hôtel wird bis auf weiteres nicht bedient, da das Hotel geschlossen ist.